# Lạc Ngọc Thành
Lạc Ngọc Thành (sinh năm 1963) là nhà ngoại giao người Trung Quốc. Ông hiện là Ủy viên dự khuyết Ban Chấp hành Trung ương Đảng Cộng sản Trung Quốc khóa XIX, Thứ trưởng Thường trực Bộ Ngoại giao.

## Tiểu sử
Lạc Ngọc Thành sinh tháng 6 năm 1963, người Dương Châu, tỉnh Giang Tô.
Năm 1977, Lạc Ngọc Thành học tại Trường Du lịch tỉnh Giang Tô. Sau khi tốt nghiệp, ông làm việc tại nhà hàng du lịch Nam Kinh. Năm 1982, ông học khoa Ngôn ngữ và Văn học Nga tại Đại học Sư phạm Nam Kinh. Năm 1986, ông được cử đến Vụ Liên bang Xô viết-Đông Âu (sau sự tan rã của Liên bang Xô viết cũ năm 1991, Vụ Liên bang Xô viết-Đông Âu đổi tên thành Vụ Á-Âu, phụ trách Đông Âu và Trung Á) đảm nhiệm vai trò tùy viên. Năm 1990, ông được bổ nhiệm làm tùy viên Đại sứ quán Trung Quốc tại Liên bang Cộng hòa xã hội chủ nghĩa Xô viết. Năm 1991, ông được bổ nhiệm giữ chức vụ Bí thư thứ ba rồi Bí thư thứ hai Đại sứ quán Trung Quốc tại Liên bang Nga. Từ năm 1993, ông được bổ nhiệm làm Phó Trưởng phòng rồi Trưởng phòng thuộc Vụ Á-Âu, Bộ Ngoại giao. Năm 1998, ông được bổ nhiệm giữ chức Tham tán Phái đoàn thường trực của Trung Quốc tại Liên Hợp Quốc. Năm 2001, Lạc Ngọc Thành được bổ nhiệm làm Tham tán Vụ Á-Âu rồi Phó Vụ trưởng Vụ Á-Âu, Bộ Ngoại giao. Năm 2004, ông được luân chuyển làm Tham tán hàm công sứ rồi công sứ Đại sứ quán Trung Quốc tại Liên bang Nga. Năm 2008, ông được bổ nhiệm giữ chức Vụ trưởng Vụ Quy hoạch chính sách, Bộ Ngoại giao.
Năm 2011, Lạc Ngọc Thành được bổ nhiệm giữ chức trợ lý Bộ trưởng Bộ Ngoại giao. Tháng 8 năm 2013, ông được bổ nhiệm làm Đại sứ Trung Quốc tại Cộng hòa Kazakhstan, thay thế Chu Lực. Tháng 8 năm 2014, ông được bổ nhiệm làm Đại sứ Trung Quốc tại Cộng hòa Ấn Độ, thay thế Ngụy Vĩ.
Tháng 11 năm 2016, ông được bổ nhiệm giữ chức Phó Chủ nhiệm Văn phòng Tiểu tổ Lãnh đạo công tác ngoại sự Trung ương. Tháng 3 năm 2018, Lạc Ngọc Thành được bổ nhiệm làm Thứ trưởng Thường trực Bộ Ngoại giao Cộng hòa Nhân dân Trung Hoa.